# Munir al-Saltaneh
Munir al-Saltaneh, död efter 1896, var gemål till shah Nassredin Shah (regerande 1848-1896).
Vid ett tillfälle firades hennes födelsedag i närvaro av inte bara haremets medlemmar, utan också utländska ambassadörers hustrur, vilket var en del av introduktionen av västerländsk representation i Iran. 
Hon var känd för sina många donationer till byggnadsprojekt och andra välgörande ändamål. 
En gata och ett kvarter i Teheran har fått sitt namn efter henne.